# مولر (بازیکن فوتبال)
مولر (Müller) بازیکن فوتبال در پست مهاجم اهل برزیل است.

## باشگاهی
وی سابقه حضور در باشگاه‌های سائوپائولو، تورینو، کاشیوا ریسول، پالمیراس، پروجا، سانتوس و کورینتیانس را در کارنامه دارد.

## تیم ملی
وی همچنین در تیم ملی فوتبال برزیل بازی کرده است.